# 旭凛太郎
旭凛太郎（日語：あさひ りんたろう，2月13日—）出身於新潟縣的日本漫畫家。

## 人物簡介
畢業出社會3年之後，決定辭掉工作，開始走創作這條路，投稿至小學館雜誌Young Sunday有得獎，曾在細野不二彥底下擔任四年的助手。

## 作品一覽

### 連載中
- DUEL！（以“藍井彬”為筆名發表、《YOUNG GANGAN》、史克威爾艾尼克斯、已發行5卷）

### 已完結
- 雀首（原作：来賀友志，《プレイコミック》，秋田書店、全2冊）
- 嗚呼! 旧車會（《Champion》，秋田書店、全4冊）
- 背叛的十字架（《月刊少年天狼星》，講談社刊、全1冊）
- 刑警小子（原作：藤井良樹，《週刊少年Champion》，秋田書店、全6冊）
- 銀輪（ヤングキング別冊キングダム連載、少年画報社刊、単巻） - ISBN 978-4-7859-2475-1
- TWO突風!（原作：藤井良樹，《週刊少年Champion》 、秋田書店、全8巻）

## 外部連結
- （日語）旭 凛太郎的X（前Twitter）
- （日語）藍井彬(旭凜太郎)的X（前Twitter）
- （日語）aoiakira553的pixiv